# リマセネ・テアトゥ

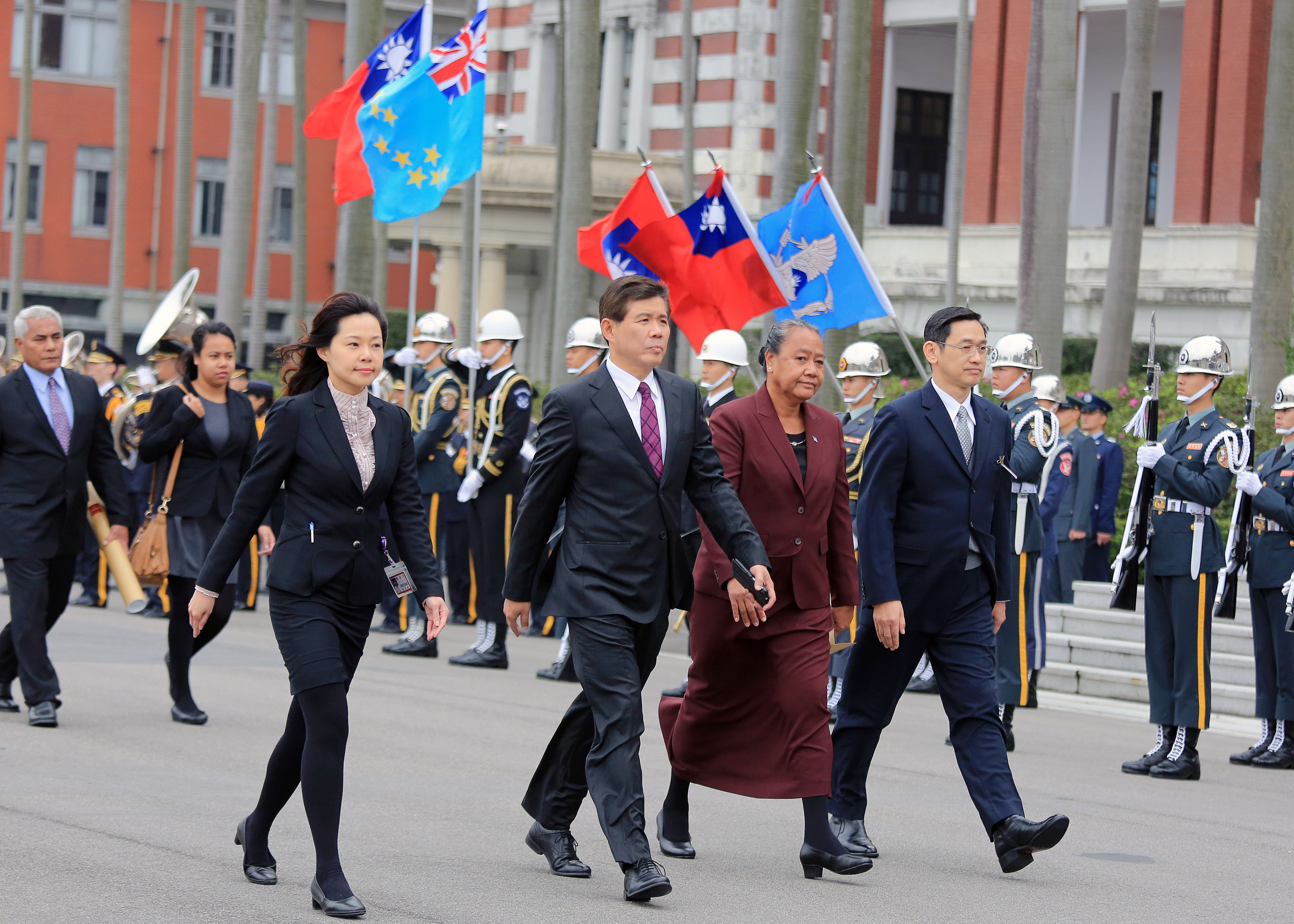
信任状捧呈式に臨むテアトゥ大使（於台北市、2017年3月）

リマセネ・テアトゥ（ツバル語: Limasene Teatu、繁体字中国語: 凃莉梅）は、ツバルの外交官。2017年3月2日、蔡英文総統に信任状を捧呈して在中華民国大使に就任した。この任命により彼女はツバル初の女性大使となった。2022年4月27日、駐台大使離任に当たって呉釗燮外交部長（外務大臣）を訪問し、中華民国政府より大綬景星勲章を受章した。